# Josef Müller-Brockmann
Josef Müller-Brockmann (Rapperswil, 9 maggio 1914 – Unterengstringen, 30 agosto 1996) è stato un designer e grafico svizzero.
Esponente della  scuola svizzera, corrente grafica degli anni cinquanta, Müller-Brockmann riteneva che i migliori valori di un progetto grafico fossero la semplicità e la chiarezza nell'architettura degli impianti.

## Biografia
Müller-Brockmann nasce a Rapperswil e compie il proprio apprendistato artistico a Zurigo. Nel 1936 apre uno studio occupandosi di arte commerciale, allestimenti e fotografia. In particolare curerà gli allestimenti per la Swiss National Exhibition e disegnerà scenografie per i teatri di Zurigo, Monaco e Copenaghen.
Nel 1958 fonda assieme a Richard Paul Lohse, Hans Neuburg e Carlo Vivarelli la rivista Neue Grafik. Le pubblicazioni andranno avanti per 18 numeri, dal settembre del 1958 fino al febbraio del 1965. Obiettivi principali della rivista saranno quelli di divulgare la nuova grafica moderna svizzera, commentare opere influenti, e costituire un tavolo di discussione per i principi spirituali e artistici della grafica contemporanea.
Sempre nello stesso periodo Müller-Brockmann realizza alcuni tra i suoi manifesti pubblicitari più celebri: tra questi è possibile citare "Protégez l'enfant" (1953), campagna per la sicurezza stradale promossa dall'Automobil Club svizzero, e "Weniger Lärm" (1960), campagna contro l'inquinamento acustico. Similmente agli altri esponenti della scuola grafica elvetica,  Müller-Brockmann compone i propri manifesti e i propri annunci pubblicitari a partire da griglie modulari ortogonali; differentemente da loro, tuttavia, introduce elementi diagonali in grado di conferire all'opera finita un certo effetto dinamico.
Per alcuni anni è professore presso la Kunstgewerbeschule di Zurigo, tiene inoltre conferenze alla International Design Conference di Aspen e alla World Design Conference di Tokyo. Nel 1961 pubblica uno dei suoi volumi più importanti: "Gestaltungsprobleme des Grafikers", nel quale analizza le basi della progettazione grafica ed espone varie metodologie di perfezionamento.
Nel 1963 tiene una serie di lezioni alla Hochschule für Gestaltung di Ulma, mentre nel 1966 viene cooptato in qualità di consulente dalla IBM.
Ideatore di numerosi progetti grafici, tra i quali vale la pena di ricordare il sistema segnaletico delle Ferrovie svizzere considerato uno dei più efficaci al mondo, esempio emblematico della sua metodologia progettuale.

## Monografie
Tra i principali libri pubblicati da Josef Müller-Brockmann è possibile citare:
- Gestaltungsprobleme des Grafikers, Teufen, 1961.
- Geschichte der visuellen Kommunikation, Niederteufen, 1971.
- Geschichte des Plakates, Josef Müller-Brockmann e Shizuko Yoshikawa, Zurigo, 1971.
- Grid Systems in Graphic Design, Niederteufen, 1981.
- Graphic Design in IBM - Typography, Photography, Illustration, Parigi, 1988.
- Fotoplakate - Von den Anfängen bis zur Gegenwart, Josef Müller-Brockmann e Karl Wobmann, Aarau, 1989.
- Mein Leben: Spielerischer Ernst und ernsthaftes Spiel (autobiografia), Baden, 1994.
- Sistemi a griglia per la progettazione grafica (manuale), Ginevra-Parigi, Entremonde, 2017.